# McDonnell Douglas F-15E Strike Eagle
F-15E Strike Eagle (Phi Ưng) là kiểu máy bay tiêm kích tấn công của Hoa Kỳ hoạt động trong mọi thời tiết, được thiết kế để can thiệp tầm xa các mục tiêu mặt đất sâu trong lãnh thổ đối phương. Đây là biến thể của chiếc máy bay tiêm kích chiếm ưu thế trên không F-15 Eagle (Đại bàng), Strike Eagle chứng minh giá trị của nó trong chiến dịch Bão táp Sa mạc, thực hiện các phi vụ tấn công sâu vào các mục tiêu trọng yếu và yểm trợ các lực lượng Liên quân trên bộ. Có thể phân biệt F-15E Strike Eagle khác F-15 Eagle nhờ màu sơn ngụy trang đậm hơn và các thùng nhiên liệu phụ gắn lên thân máy bay.

## Phát triển
Tháng 3-1981, Không quân Hoa Kỳ thông báo về chương trình Máy bay Tiêm kích Chiến thuật Nâng cao (ETF: Enhanced Tactical Fighter) nhằm thay thế cho kiểu F-111. Ý tưởng đưa ra một kiểu máy bay có khả năng can thiệp sâu trong lãnh thổ đối phương mà không cần hộ tống hay gây nhiễu (radar). General Dynamics đề xuất chiếc F-16XL, trong khi McDonnell Douglas đề nghị một biến thể của F-15 Eagle. Tháng 2-1984, Không quân trao gói thầu ETF cho F-15E Strike Eagle của McDonnell Douglas.
F-15E bay chuyến bay đầu tiên ngày 11 tháng 12-1986. Kiểu mẫu F-15E sản xuất đầu tiên được giao hàng cho Phi đoàn Huấn luyện Chiến thuật 405 tại Căn cứ Không quân Luke, Arizona, vào tháng 4-1988. "Strike Eagle" bắt đầu sẵn sàng chiến đấu vào tháng 10-1989 tại Căn cứ Không quân Seymour Johnson, Bắc Carolina với Phi đoàn Tiêm kích Chiến thuật 4. Các biến thể của F-15E cũng được sử dụng bởi Không lực Israel (F-15I), Không lực Hàn Quốc (F-15K), Không lực Ả-rập Xê-út (F-15S), và Không lực Singapore (F-15SG)
Trong khi hầu hết F-15C/D đang được thay thế bởi F-22 Raptor và F-35, chưa có kế hoạch thay thế F-15E. Những chiếc Strike Eagle còn mới hơn F-15 và được đánh giá có tuổi thọ gấp đôi, chúng được kỳ vọng sẽ tiếp tục hoạt động đến quá năm 2025. Không quân đang nghiên cứu một khái niệm "máy bay ném bom khu vực", bao gồm ý tưởng biến thể ném bom dựa trên F-22 Raptor gọi là FB-22, xem như tiếp tục kế thừa vai trò của Strike Eagle.

## Thiết kế

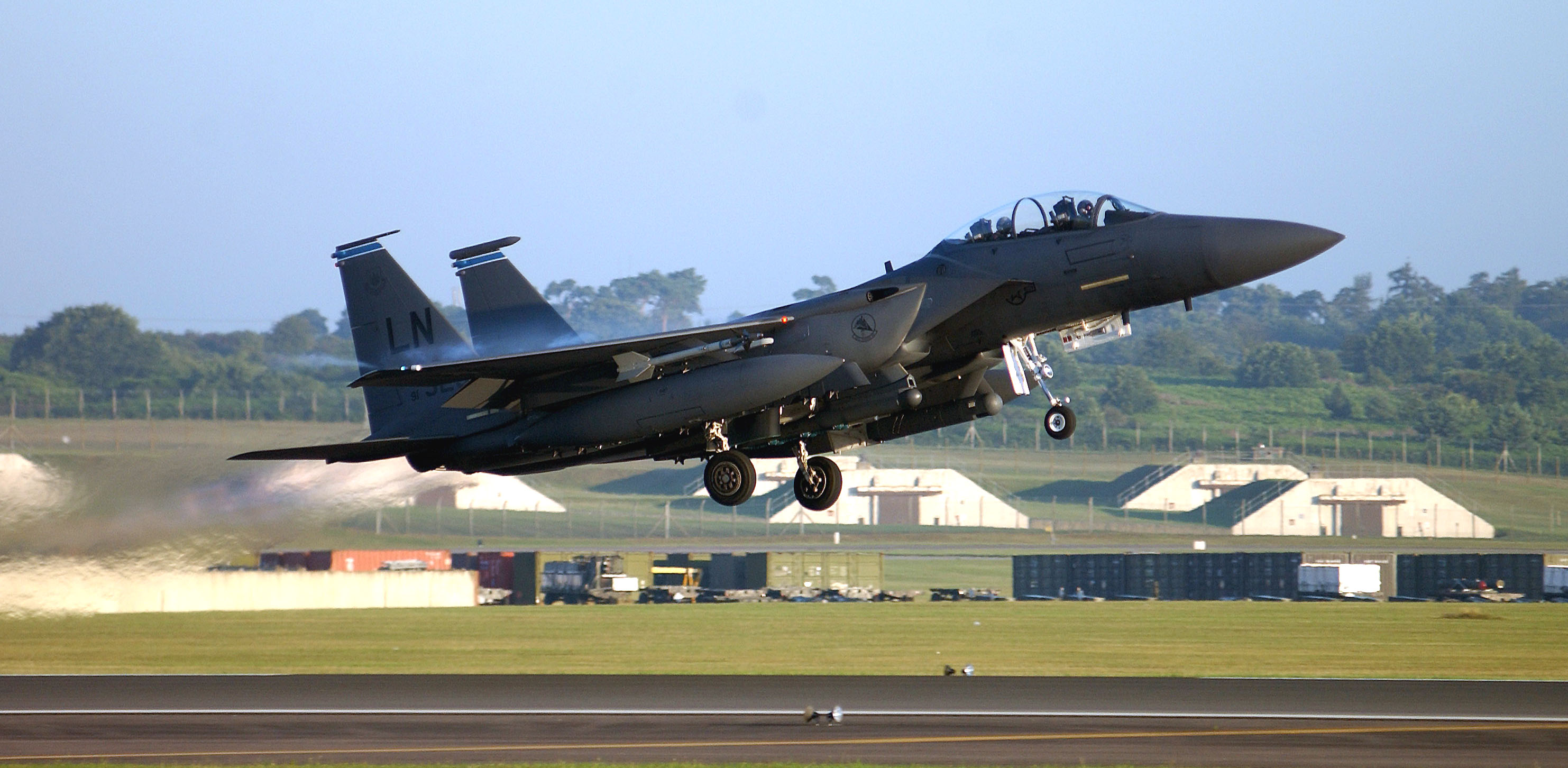
F-15E của Phi đoàn 48 Không quân Hoa Kỳ cất cánh từ căn cứ Lakenheath của Không quân Hoàng gia Anh.

Vai trò đặt ra cho F-15E làm cho nó thay đổi khá nhiều so với F-15, vốn được thiết kế để làm máy bay tiêm kích chiếm ưu thế trên không theo châm ngôn "không một cân nào cho đối đất". Dù sao khung máy bay cũng chứng tỏ là linh hoạt đủ để tạo ra một máy bay chiến đấu tấn công đầy tiềm năng. Dù được thiết kế để tấn công mặt đất, nó vẫn giữ lại nhiều tính năng đối không chết người của F-15, và có thể tự bảo vệ chống lại máy bay đối phương.
Nguyên mẫu F-15E là một sự cải tiến dựa trên phiên bản 2 chỗ ngồi F-15B, bao gồm những thay đổi đáng kể về cấu trúc và động cơ mạnh hơn. Ghế sau được trang bị cho Sĩ quan Hệ thống Vũ khí (WSO: weapon systems officer, phát âm tựa như "wizzo"), đôi khi còn gọi là "tên đàng sau" "guy in back" (GIB), để làm việc với những hệ thống radar mới. Sĩ quan WSO sử dụng nhiều màn hình để hiển thị thông tin từ radar, các hệ thống chiến tranh điện tử hay cảm biến hồng ngoại, theo dõi tình trạng máy bay và vũ khí, các mối đe dọa tiềm năng, chọn lựa mục tiêu, và sử dụng bản đồ điện tử di động để dẫn đường. Hai tay điều hiển được dùng để chọn các màn hình và chi tiết hóa thông tin về mực tiêu. Hiển thị có thể chuyển từ màn hình này sang màn hình khác, dùng một "menu" của các tùy chọn màn hình. Không như các kiểu máy bay 2 chỗ trước đó (như F-14 Tomcat và F-4 Phantom II), mà chỗ ngồi sau không có các điều khiển bay, ghế sau của F-15E được trang bị cần lái và cần ga nên sĩ quan WSO có thể chuyển qua lái nếu cần, dù với tầm nhìn hạn chế.
Để gia tăng tầm bay, F-15E được gắn thêm 2 thùng nhiên liệu thích ứng (CFT: conformal fuel tank) áp dưới thân, tạo ra ít lực cản hơn so với loại thùng đeo dưới cánh thông thường. Nó có thể chứa 2.800 L (750 U.S. gallons) nhiên liệu, và có 6 giá treo gắn vũ khí bố trí thành 2 hàng. Kiểu thùng tượng tự có thể gắn trên F-15C nhưng ban đầu F-15 ko bỏ được thùng xăng nhiên liệu về sau mới được cải tiến dần tuy nhiên việc đánh đổi tính năng bay cho tầm bay xa thường không có giá trị cho loại máy bay tiêm kích chiếm ưu thế trên không. Nên F-15 ko hề bị dính những khuyết điểm nhỏ này.

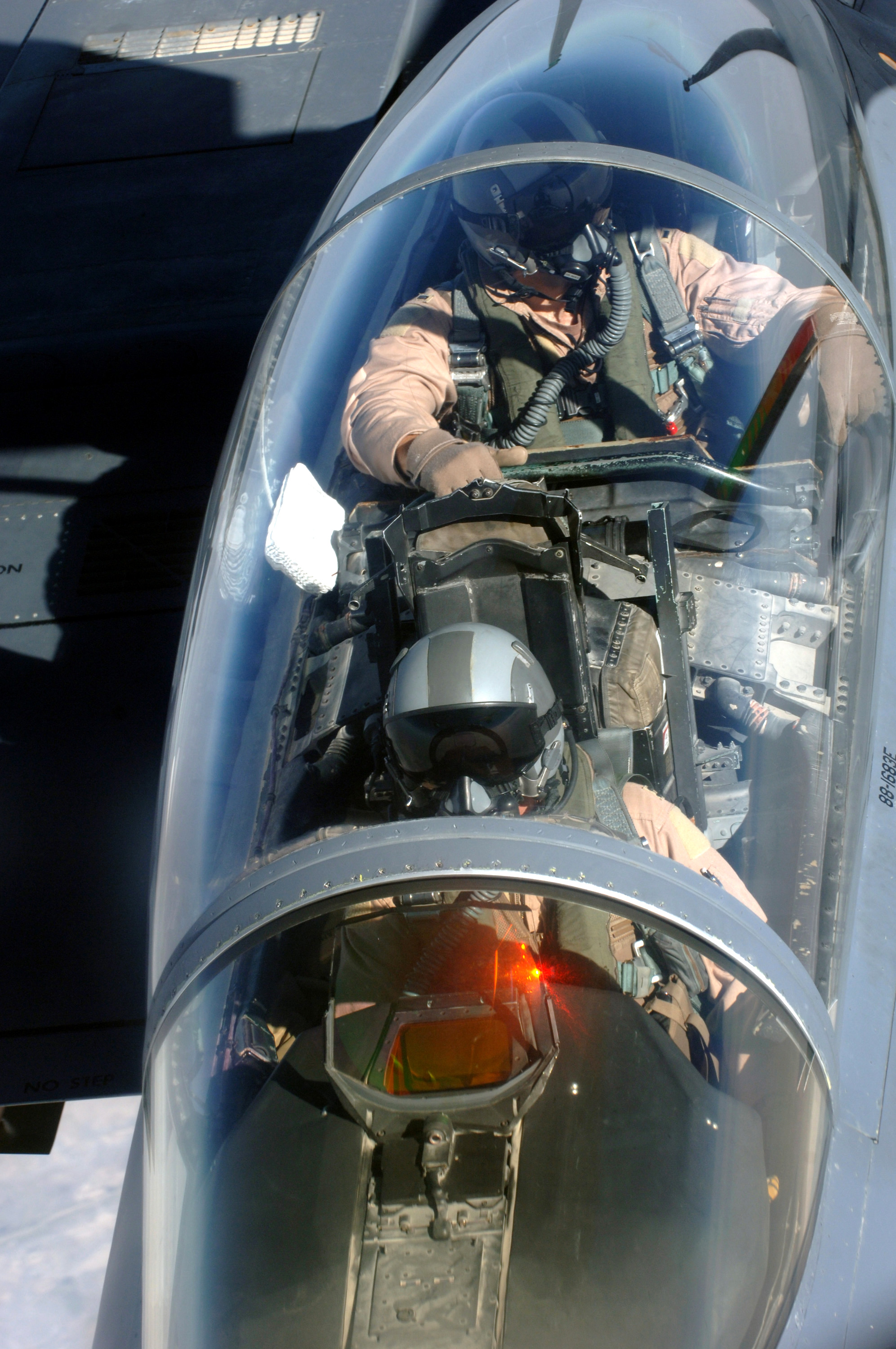
Khoang lái của F-15E nhìn từ máy bay tiếp dầu.

Hệ thống Chiến tranh Điện Tử Chiến thuật (TEWS:tactical electronic warfare system) của Strike Eagle tích hợp tất cả hô thống phòng vệ trên máy bay: radar tiếp nhận cảnh báo (RWR), radar gây nhiễu, radar, và bộ phóng pháo sáng được nối kết với TEWS nhằm cung cấp sự bảo vệ toàn diện chống lại sự phát hiện và theo dõi.
Một hệ thống dẫn đường quán tính dùng con quay laser liên tục theo dõi vị trí của máy bay và cung cấp thông tin đến máy tính trung tâm và các hệ thống khác, bao gồm bản đồ kỹ thuật số di động cho cả hai ghế lái.
Hệ thống radar APG-70 cho phép đội bay phát hiện các mục tiêu trên mặt đất từ khoảng cách xa. Một đặc điểm của hệ thống này là: sau khi quét 1 mục tiêu dưới đất, đội bay bắt chết bản đồ mặt đất rồi chuyển qua chế độ đối không để dò các nguy cơ trên không. Trong khi khai hỏa vũ khí đối không, phi công có thể phát hiện, ngắm và tiêu diệt mục tiêu trên không trong khi sĩ quan WSO xác định mục tiêu mặt đất.
Hệ thống LANTIRN (low-altitude navigation and targeting infrared for night: dẫn đường bay thấp, bay đêm và dò mục tiêu bằng hồng ngoại) cho phép máy bay bay ở cao độ thấp, bay đêm và bay trong mọi điều kiện thời tiết, tấn công mục tiêu mặt đất bằng nhiều loại vũ khí thông thường hay dẫn đường chính xác. Hệ thống LANTIRN cho phép F-15E tấn công chính xác cả ngày, đêm và trong mọi điều kiện thời tiết, bao gồm 2 cụm gắn bên ngoài máy bay:
- Cụm dẫn đường chứa radar dò địa hình, cho phép phi công bay an toàn ở độ cao rất thấp khi tuân theo những chỉ dẫn hiện trên hệ thống hiển thị thông tin trước mặt. Hệ thống này còn có thể nối với hệ thống lái tự động để có thể tự động bay theo địa hình không cần lái.
- Cụm dò tìm mục tiêu chứa bộ định vị laser và hệ thống dò có thể đánh dấu một mục tiêu đối phương cách xa đến 16 km (10 mi). Khi bắt đầu dò thấy, thông tin về mục tiêu được tự động chuyển cho tên lửa đối đất dẫn đường bằng hồng ngoại hay bom dẫn đường bằng laser. Vào ban đêm, hình ảnh video từ LANTIRN được chiếu lên hệ thống hiển thị thông tin trước mặt, cho một hình ảnh tương đương như nhìn được vào ban ngày.

Trong các phi vụ tấn công mặt đất, F-15E có thể mang hầu hết các vũ khí đang có của Không quân Hoa Kỳ. Nó cũng mang được tên lửa đối không AIM-9 Sidewinder, AIM-7 Sparrow và AIM-120 AMRAAM. Giống như F-15, Strike Eagle được trang bị pháo 20 mm General Electric M61A1 gắn trong.

## Các phiên bản

### F-15I dành cho Không lực Israel

#### Lịch sử
F-15I là phiên bản trang bị cho Không lực Israel nơi nó được gọi là Ra'am (רעם - "Thunder"). Đây là máy bay tấn công mặt đất 2 chỗ ngồi gắn 2 động cơ Pratt & Whitney F100-PW-229 dựa trên F-15E.
Sau chiến tranh Vùng Vịnh, trong đó các thành phố Israel bị tên lửa SCUD từ Iraq tấn công, chính quyền Israel quyết định họ cần trang bị máy bay tấn công tầm xa. Trong năm 1993, Israel công bố Thông báo Khảo sát thầu (RFI: Request for Information) cho mọi công ty hàng không quan tâm đến việc sản xuất cho Israel kiểu máy bay chiến đấu mới theo những tính năng của họ.
Để đáp ứng, Lockheed Martin đề nghị 1 phiên bản của F-16 Fighting Falcon và McDonnell Douglas đề nghị cả F/A-18 Hornet và F-15E. Vào ngày 27 tháng 1-1994, chính quyền Israel công bố họ định mua 21 chiếc F-15E. Những chiếc F-15E đặt mua được cải tiến theo yêu cầu của phía Israel, bao gồm việc tích hợp hệ thống hiển thị thông tin mũ bay (DASH: Display and Sight Helmet) và được đổi tên là F-15I.
Vào ngày 12 tháng 5-1994, chính phủ Mỹ cho phép bán tối đa 25 chiếc F-15I cho Israel, và đến tháng 11-1995 Israel đặt mua tiếp 4 chiếc F-15I cho đến giới hạn đặt ra bởi chính phủ Mỹ.

#### Khác biệt giữa F-15E và F-15I
F-15I Ra'am (Thunder) rất giống F-15E, nhưng có các hệ thống dẫn đường cải tiến theo những nhu cầu của Israel. Nhằm thuận tiện cho tấn công ban đêm, F-15I ban đầu được gắn Sharpshooter targeting pods thiết kế riêng cho F-16 của Israel. Sharpshooter pod có tính năng kém hơn các cụm LANTIRN trang bị trên F-15E; do đó đến khi Hoa Kỳ cho phép Israel mua hệ thống LANTIRN pods, họ đã tận dụng cơ hội. Thương vụ này hoàn chỉnh tính năng bay đêm của F-15I, với 30 bộ LANTIRN pods được giao hàng. Sau cải tiến này F-15I hầu như tương đương với F-15E. Khác biệt chủ yếu giữa F-15I và F-15E là F-15I không có hệ thống cảnh báo radar gắn sẵn. Phía Israel lắp đặt hệ thống chiến tranh điện tử của riêng họ cho F-15. Hệ thống điện tử thiếu sót của F-15I được thay bằng hệ thống chiến tranh điện tử tích hợp Elisra SPS-2110 của Israel. Một máy tính trung tâm và hệ thống GPS/INS gắn sẵn được nối kết. Tất cả các cảm biến của máy bay có thể liên kết với hệ thống DASH, cho phép cả hai thành viên đội bay có được một cơ chế bắt mục tiêu hiệu quả mà ngay cả F-15E cũng không có. Các hệ thống tiên tiến của Ra'am bao gồm radar APG-70 với khả năng lập bản đồ địa hình. Hình ảnh rõ nét do APG-70 cung cấp, bất chấp điều kiện địa hình và thời tiết, cho phép phát hiện mục tiêu những đối tượng khó tìm - như các đơn vị tên lửa, xe tăng và lô cốt - ngay cả trong những điều kiện bất lợi như sương mù, mưa to hay những đêm không trăng.

#### Các phi đội
F-15I được điều khiển bởi Phi đội IDF/AF 69 Hammers, trước đây sử dụng F-4 Phantom II. Phi vụ chiến đấu đầu tiên của F-15I thực hiện tại Liban vào ngày 11 tháng 1-1999. Máy bay có thể mang: tên lửa đối không AIM-9L, Rafael Python 4 và Rafael Python 5 dẫn đường bằng hồng ngoại; tên lửa đối không AIM-7 Sparrow và AIM-120 AMRAAM dẫn đường bằng radar. Python 4 có thể khai hỏa ở một góc 90°, cho phép phi công nhắm mục tiêu bằng hệ thống hiển thị mũ bay. Khi chiến đấu ngoài tầm nhìn (BVR: beyone visual range), nó có thể dùng tên lửa AIM-7 hay AIM-120.
Đến năm 1999, Israel công bố dự định mua thêm một số máy bay, và F-15I là một trong những đối tượng. Tuy nhiên, họ tuyên bố rằng sẽ hợp đồng mua F-16I, một phiên bản chuyên biệt hóa của Fighting Falcon.

### F-15K dành cho Không lực Hàn Quốc

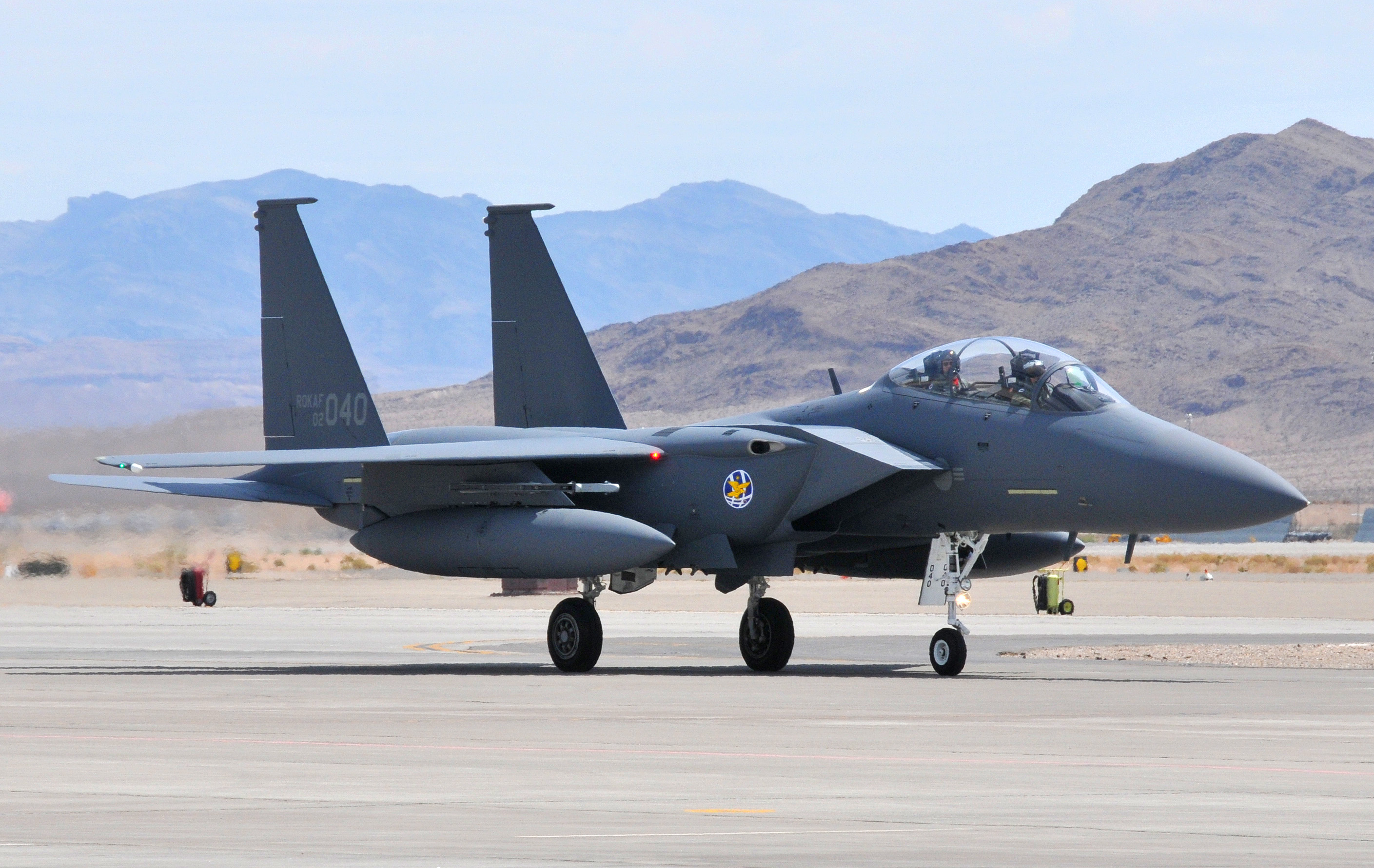
ROKAF F-15K

F-15K Slam Eagle (Hangul: F-15K 슬램이글) là một phiên bản nâng cao của F-15E dành cho Không quân Hàn Quốc (ROKAF).
Vào năm 2002, ROKAF đã quyết định chọn F-15K cho chương trình F-X sau cuộc cạnh tranh quyết liệt của 4 loại tiêm kích bao gồm: F-15K của Boeing và McDonnell Douglas (Mỹ), Rafale của Dassault Aviation (Pháp), Eurofighter Typhoon của Eurofighter GmbH (EU) và Sukhoi Su-35 của Sukhoi (Nga). Tổng cộng có 40 chiếc được đặt hàng và cho đến tháng 12 năm 2005, 4 chiếc đầu tiên được bàn giao cho ROKAF. Đến tháng 5 năm 2006, chính phủ Hàn Quốc đặt hàng bổ sung thêm 20 chiếc F-15K; bắt đầu bàn giao từ năm 2009, với đơn giá cho mỗi chiếc rơi vào khoảng 100 triệu đô la Mỹ.
F-15K được nâng cấp, trang bị một số tính năng tiên tiến mà F-15E không có; như hệ thống dò tìm và theo dõi hồng ngoại AAS-42 IRST, hệ thống dò mục tiêu gắn trên mũ bay (JHMCS: Joint Helmet Mounted Cueing System) và hệ thống radar tương phản pha tích cực (AESA: Active Electronically Scanned Array) AN/APG-63. Thêm vào đó, F-15K có thể phóng các vũ khí tiên tiến như tên lửa AGM-84K SLAM-ER ATA và AGM-84H Harpoon. Hai động cơ F110-GE-129 lực đẩy 131 kN (29.400 lbf) của hãng General Electric cũng được trang bị trên F-15K.
Vào ngày 7 tháng 6 năm 2006, một chiếc F-15K đã bị rơi ở vùng biển ngoài khơi thuộc thành phố Pohang, tỉnh Gyeongsang Bắc trong một phi vụ huấn luyện đánh chặn ban đêm khiến cả hai phi công cùng tử nạn. Không quân Hàn Quốc sau đó tiến hành một loạt các cuộc điều tra toàn diện, kết quả cuối cùng được công bố chính thức rằng tai nạn là do phi công đã rơi vào tình trạng mất tri thức do lực G (g-LOC) kéo dài 16 giây dẫn đến mất kiểm soát máy bay. Tuy nhiên, dư luận Hàn Quốc lại cho rằng đó là bịa đặt nhằm che đậy sự thật vì không những hộp đen máy bay không được tìm thấy mà F-15K còn được gắn thiết bị tự động giới hạn G (G Limited Control anti g-LOC device). Bên cạnh đó, cả hai phi công đều là những người lão luyện trong không lực và giả thuyết cả hai cùng bị mất tri thức tới 16 giây là điều khó có thể xảy ra (thời gian g-LOC thông thường là từ 2 đến 3 giây).

### F-15S và F-15SA dành cho Không lực Ả-rập Xê-út
F-15S là một phiên bản của F-15E cung cấp cho Không lực Ả-rập Xê-út. Nó hầu như giống F-15E của Không quân Hoa Kỳ, và điểm khác biệt chính là khả năng hoạt động của radar AN/APG-70 ở chế độ khẩu độ tổng hợp: độ phân giải của F-15E tốt hơn 3 lần so với F-15S.
Vào tháng 11-2006, Bộ Quốc phòng Mỹ xem xét việc cung cấp động cơ GE F110-GE129 hoặc P&W F100-PW229 hoàn toàn mới hay tái chế cho 70 chiếc F-15S trong một hợp đồng trị giá đến 1,5 tỷ đô la Mỹ.
Sau đó, Ả-Rập Saudi đã chuyển sang đặt mua 84 chiếc F-15SA sản xuất mới, kèm theo đó là gần 70 bộ thiết bị để nâng cấp phi đội F-15S hiện có của họ lên chuẩn F-15SA. Ngày 30 tháng 4 năm 2013, chiếc F-15SA đầu tiên sản xuất cho quốc gia này đã được Boeing chính thức giới thiệu.
Một phần trọng tâm của gói nâng cấp này là việc trang bị thêm một giá treo vũ khí ở mỗi cánh chính, đã mở rộng khả năng chiến đấu của máy bay tiêm kích hạng nặng lên một tầm cao mới, lột xác thành một máy bay tiêm kích đa năng rất hiện đại "tất cả trong một”.
F-15SA có một số thay đổi quan trọng từ tiền thân của nó, là F-15E Strike Eagle, tăng uy lực khi thực hiện nhiệm vụ chế áp hệ thống phòng không đối phương (SEAD). Bao gồm:
- Hệ thống điều khiển bay điện tử (fly-by-wire) đầy đủ, radar quét mảng điện tử chủ động (AESA) AN/APG-63(V)3;
- Hệ thống tác chiến điện tử kỹ thuật số và hệ thống cảnh báo radar, cảnh báo tên lửa mới, buồng lái kính với màn hình hiển thị đa chức năng tinh thể lỏng và mũ bay tích hợp hiển thị thông số;
- Trang bị một hệ thống tìm kiếm và theo dõi hồng ngoại, được biết đến với tên là "Tiger Eyes", lắp ở giá treo phía dưới cửa hút khí bên trái. F-15SA cũng được trang bị  động cơ F-110 GE-129, có lực đẩy lên đến 13,6 tấn mỗi động cơ.
Khi nói đến vũ khí, F-15SA có thể mang theo hầu hết các vũ khí có trong trang bị của Không quân Mỹ, cả vũ khí đối không, đối đất, diệt radar... gồm:
- Các vũ khí cho tấn công tầm xa (AGM-84K SLAM-ER), chế áp phòng không đối phương (SEAD) (AGM-88 HARM);
- Đánh chặn, chiếm ưu thế trên không (AIM-9X Sidewinder, AIM-120 AMRAAM);
- Bom tấn công trực tiếp chính xác (GBU-54B LaserJDAm và GBU-39 SDB).
Ngoài ra, F-15SA vẫn trang bị 1 pháo nòng xoay 20mm M61A2 Vulcan với 540 viên đạn. Giá treo vũ khí ở trung tâm thân F-15SA có thể mang một quả JDAM 990 kg, thùng nhiên liệu phụ hoặc thậm chí là một hệ thống radar khẩu độ tổng hợp trinh sát mặt đất có vỏ bọc. Nhờ tăng thêm giá treo cho 2 cánh chính và nâng cấp giá treo ở gần gốc cánh nên khi F-15SA trang bị vũ khí cho cấu hình không - đối - không, nó có thể mang không ít hơn 8 tên lửa AIM-120 AMRAAM và 8 tên lửa AIM-9X Sidewinder. Như vậy, phiên bản F-15SA có khả năng mang vũ khí đối không tăng gấp đôi so với F-15C hoặc F-15E.
Cũng lưu ý thêm rằng hệ thống tìm kiếm và theo dõi hồng ngoại tiên tiến lắp trên mũi máy bay, phía trước buồng lái cho phép F-15SA phát hiện và theo dõi máy bay đối phương trong im lặng trong khi vẫn duy trì cập nhật tình huống trên không liên tục. Hệ thống này kết hợp với radar AESA hiện đại, hệ thống cảnh báo radar tiên tiến và liên kết dữ liệu Link-16, tạo cho nó ưu thế nhất định trong không chiến.

### F-15SG dành cho Không lực Singapore
F-15SG (ký hiệu cũ là F-15T) là một phiên bản của F-15E, đang được Không lực Singapore (RSAF) đặt hàng sau quá trình đánh giá kéo dài 7 năm bao gồm 5 kiểu máy bay khác. F-15SG được chọn vào ngày 6 tháng 9-2005 sau khi loại bỏ đối thủ cuối cùng là chiếc Dassault Rafale.
F-15SG có cấu hình tương tự chiếc F-15K bán cho Không lực Hàn Quốc, nhưng có bổ sung loại radar tương phản pha chủ động (AESA) APG-63(V)3 phát triển bởi Raytheon. Ảnh hưởng bởi sự phát triển máy bay F-35 của Lockheed Martin, RSAF chỉ đặt hàng 12 chiếc F-15K, với tùy chọn đặt thêm 8 để thay thế những chiếc A-4 Skyhawk. Đơn đặt hàng này là một phần của chương trình Thay thế Máy bay Chiến đấu mới trị giá khoảng 1 tỷ đô la Mỹ, và là vụ mua bán máy bay chiến đấu đắt tiền nhất của RSAF.
F-15SG sẽ được gắn 2 động cơ General Electric F110-GE-129 có lực đẩy 131 kN (29.400 lbf).
Vào ngày 22 tháng 8-2005, Cơ quan Hợp tác An Ninh Phòng Thủ Hoa Kỳ (DSCA) tường trình Quốc hội Mỹ về một Dự án Bán Vũ khí Nước ngoài (FMS) bao gồm vũ khí, tiếp liệu và huấn luyện trong trường hợp chiếc F-15 được phía Singapore lựa chọn. Vì việc mua F-15 đã được xác nhận, người ta đoán rằng Singapore sẽ tiếp tục mua gói gói vũ khí tiếp liệu kèm theo trị giá 741 triệu Đô la Mỹ nếu chọn tất cả.
Vũ khí trọn gói bao gồm:
- 200 tên lửa đối không tầm trung cao cấp AIM-120C (AMRAAM)
- 6 tên lửa đối không huấn luyện AMRAAM Captive Air Training (CAT)
- 50 bom MK-82 GBU-38 Joint Direct Attack Munitions (JDAM)
- 44 AN/AVS-9(V) Night Vision Goggles
- 24 Link 16 Multifunctional Information Distribution System/Low Volume Terminals (Fighter Data Link Terminals)
- 30 tên lửa đối đất AGM-154A-1 (JSOW) Joint Standoff Weapons với đầu nổ BLU-11
- 30 tên lửa đối đất AGM-154C (JSOW) Joint Standoff Weapons
- 200 tên lửa đối không AIM-9X SIDEWINDER
- 24 tên lửa đối không huấn luyện AIM-9X SIDEWINDER CAT và Dummy [8]

## Các quốc gia hiện đang sử dụng F-15

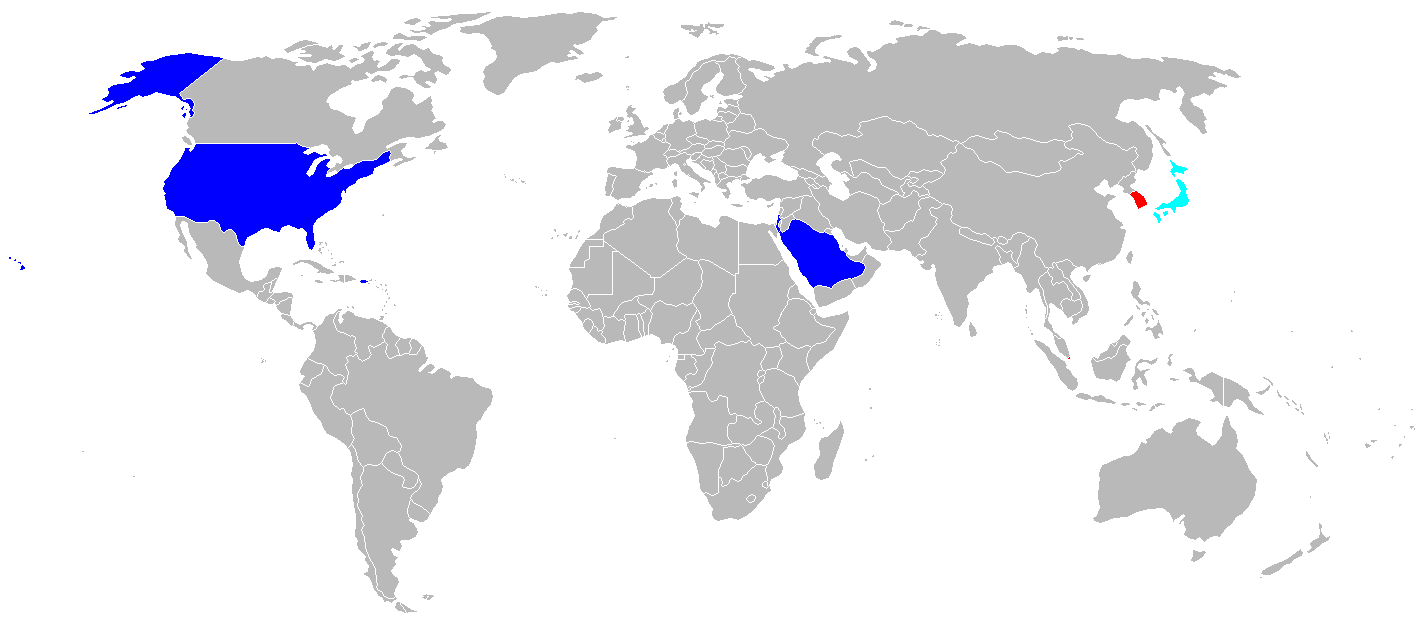
Những nước sử dụng máy bay F-15 được tô màu xanh nhạt, F-15E Strike Eagle: màu đỏ, cả hai: màu xanh đậm.

IsraelKhông lực Isarael (Heyl ha'Avir) hiện đang sử dụng 25 máy bay F-15I "Ra'am".
 Hàn QuốcKhông lực Hàn Quốc đã nhận được 18 (kể cả một chiếc bị rơi) trong tổng cộng 40 chiếc F-15K "Slam Eagle" mà nước này đặt hàng.
 Ả Rập Xê ÚtKhông lực Hoàng gia Ả-rập Xê-út sử dụng 70 chiếc F-15S.
 SingaporeKhông lực Singapore đã đặt hàng 12 máy bay F-15SG, có thể sẽ mua thêm 8 chiếc nữa.
 Hoa KỳKhông lực Hoa Kỳ đang sử dụng 224 máy bay F-15E.

## Đặc điểm kỹ thuật (F-15E)

### Đặc điểm chung
- Đội bay: 2 người
- Chiều dài: 19,44 m (63,8 ft)
- Sải cánh: 13 m (42,8 ft)
- Chiều cao: 5,6 m (18.5 ft)
- Diện tích bề mặt cánh: 56,5 m² (608 ft²)
- Kiểu cánh: NACA 64A006.6 root, NACA 64A203 tip
- Trọng lượng không tải: 17.010 kg (37.500 lb)
- Trọng lượng cất cánh lớn nhất: 36.450 kg (81.000 lb)
- Nhiên liệu: 35.550 lb (3 thùng xăng ngoài và thùng vứt bỏ)
- Động cơ: 2 x động cơ Pratt & Whitney F100-229 F135, lực đẩy 131 kN (29.000 lbf) mỗi động cơ,

### Đặc tính bay
- Tốc độ lớn nhất: 3.3 Mach (3.490 km/h; 2.170 mph)
- Tầm bay tối đa: 3.900 km (2.100 nm; 2.400 mi)
- Trần bay: 18.300 m (60.000 ft)
- Tốc độ lên cao: 250 m/s(50.000 ft/min)

### Vũ khí
Tải trọng vũ khí tối đa là 10,4 tấn, còn tải trọng chiến đấu thì thấp hơn, vào khoảng 7-8 tấn vũ khí (tải trọng chiến đấu là lượng vũ khí tối đa mà máy bay có thể mang theo mà vẫn có thể tác chiến hiệu quả, còn tải trọng tối đa là lượng vũ khí lớn nhất mà máy bay có thể mang theo khi cất cánh (nhưng không thể tác chiến hiệu quả do tầm bay bị rút xuống quá ngắn), vì vậy cùng 1 máy bay thì tải trọng tối đa luôn lớn hơn khá nhiều so với tải trọng tác chiến)
- 1 × pháo 20 mm (0.787 in) M61 Vulcan Gatling, 510 quả đạn kiểu M-56 hay PGU-28.
- 4 đế hoặc 6 đế (tùy phiên bản) trên cánh, 4 đế trên thân, 2 đế chóp cánh

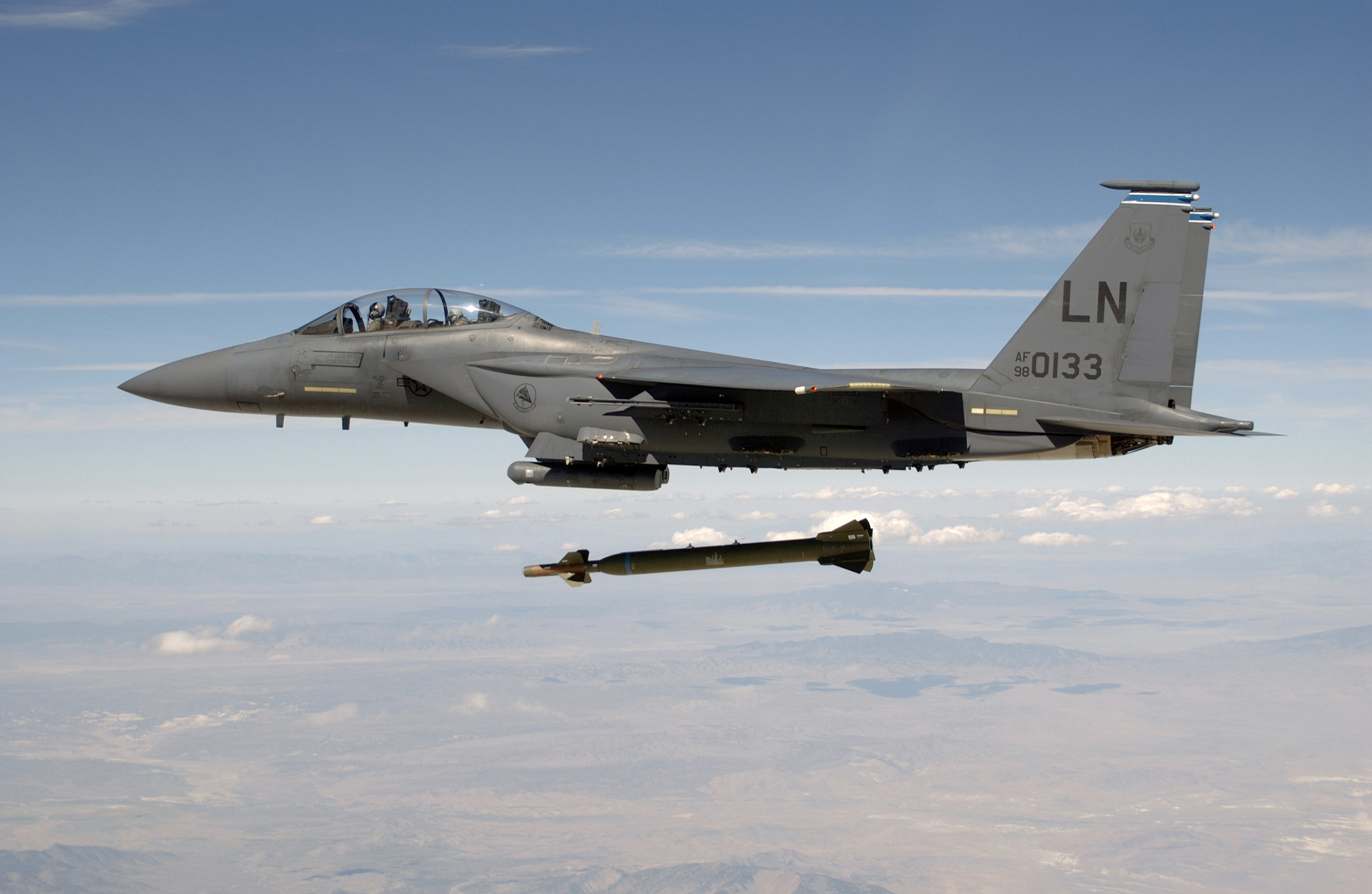
F-15E thả bom GBU-28 "Phá boong-ke" trong thử nghiệm.

  - AIM-7M Sparrow
  - AIM-9M Sidewinder
  - AIM-120 AMRAAM
  - AGM-65 Maverick
  - AGM-130
  - AGM-84 Harpoon
  - AGM-84K SLAM-ER
  - AGM-154 JSOW
  - AGM-158 JASSM

- Bom:
  - Bom hạt nhân B61
  - Mark 82
  - Mark 84
  - CBU-87 CEM
  - CBU-89 Gator
  - CBU-97 SFW
  - CBU-103 CEM
  - CBU-104 Gator
  - CBU-105 SFW
  - GBU-10 Paveway II
  - GBU-12 Paveway II
  - GBU-15
  - GBU-24 Paveway III
  - GBU-27 Paveway III
  - GBU-28
  - GBU-31
  - GBU-39 Small Diameter Bomb

## Nội dung liên quan

### Máy bay có cùng sự phát triển
- F-15 Eagle

### Máy bay có tính năng tương đương
- Dassault Rafale
- Panavia Tornado
- Sukhoi Su-30
- Sukhoi Su-35

### Danh sách máy bay nối tiếp
- F-11 - YF-12 - F-14 - F-15 - F-16 - YF-17 - F/A-18